# Halloween: H20 - tyve år senere
 Denne artikel omhandler Halloween en film fra 1998. Opslagsordet har også en anden betydning, se Halloween (flertydig).
Halloween: H20 - tyve år senere er en amerikansk gyserfilm fra 1998 instrueret af Steve Miner.

## Medvirkende
- Jamie Lee Curtis som Laurie Strode
- Adam Arkin som Will Brennan
- Michelle Williams som Molly
- Adam Hann-Byrd som Charly
- Jodi Lyn O'Keefe som Sarah
- Janet Leigh som Norma
- Josh Hartnett som John
- Joseph Gordon-Levitt som Jimmy
- LL Cool J som Ronny

## Eksterne Henvisninger
- Halloween: H20 - tyve år senere på Internet Movie Database (engelsk)
- Halloween: H20 - tyve år senere på Filmdatabasen
- Halloween: H20 - tyve år senere på Scope
- Halloween: H20 - tyve år senere i Svensk Filmdatabas (svensk)
- Halloween: H20 - tyve år senere på AlloCiné (fransk)
- Halloween: H20 - tyve år senere på MovieMeter (nederlandsk)
- Halloween: H20 - tyve år senere på AllMovie (engelsk)
- Halloween: H20 - tyve år senere hos American Film Institute (engelsk)
- Halloween: H20 - tyve år senere hos British Film Institute (engelsk)
- Halloween: H20 - tyve år senere på Turner Classic Movies (engelsk)

| Gyserfilm | Spire Denne gyserfilm-artikel er en spire som bør udbygges. Du er velkommen til at hjælpe Wikipedia ved at udvide den. |

1. ↑  Navnet er anført på engelsk og stammer fra Wikidata hvor navnet endnu ikke findes på dansk.